# Knjige u 1996.
◄◄ | ◄ | 1993. | 1994. | 1995. | 1996.  | 1997. | 1998. | 1999. | ► | ►►
Arhitektura • Astronautika • Astronomija • Biologija • Film • Fotografija • Glazba • Kazalište • Kemija • Kiparstvo • Knjige • Književnost • Kršćanstvo • Meteorologija • Medicina • Planinarstvo • Politika • Pravo • Promet • Slikarstvo • Strip • Šport • Televizija • Znanost • Zrakoplovstvo • Željeznički promet
Knjige u 1996.

## Hrvatska i u Hrvata
- Ante Pavelić - Doživljaji br. 1, Ante Pavelić. Izdavač:	Naklada Starčević, Zagreb. Broj stranica: 509. ISBN 953-96369-2-2

## Vanjske poveznice
|  | Zajednički poslužitelj ima još gradiva o temi Knjige iz 1996. |